# Езепов, Михаил Иванович
Михаил Иванович Езепов (род. 19 апреля 1945) — советский и российский актёр театра и кино, театральный режиссёр.

## Биография
Родился 19 апреля 1945 года.
В 1967 году окончил Школу-студию МХАТ (курс В. К. Монюкова).
В середине 1990-х создал Московский драматический театр «Триединство», которым руководит до сих пор.
С 1996 года руководитель созданного им студенческого театра Московского государственного лингвистического университета. Поставил со своими воспитанниками — студентами-переводчиками — более десятка пьес классических и современных авторов.

## Творчество

### Роли в театре

#### Театр имени Маяковского
- «Аристократы» — Митя
- «КПД одержимости» — Костя Непомнящий
- «Нас водила молодость» — Мейба
- «Бег» — Голован
- «Возвращение неизвестных» — Амфориас
- «Аморальная история» — Сорокин

### Роли в кино
- 1970 — Сердце России — поручик Ровный
- 1972 — Свеаборг — товарищ Анатолий
- 1973 — С весельем и отвагой — Николай Курай[источник не указан 4201 день]
- 1973 — Эта весёлая планета — учёный-физик
- 1974 — Весёлый калейдоскоп[источник не указан 4201 день]
- 1974 — Время её сыновей — Пётр-младший
- 1975 — Алёхин — человек «дорожный» — Алексей Любимцев
- 1975 — Не отдавай королеву — Костя Барбин
- 1976 — Аты-баты, шли солдаты — Михаил (певец — сын Мятникова)
- 1976 — Такая она, игра — Бойницкий
- 1978 — Алтунин принимает решение — Пригожин[источник не указан 4201 день]
- 1979 — Путешествие в другой город — Овсянников
- 1982 — Семейное дело — парторг
- 1985 — Прыжок — Балахнин
- 1986 — Бармен из «Золотого якоря» — машинист Ларис Нунье
- 1986 — Гибель поэта — Федерико Гарсиа Лорка
- 1986 — Скажите им правду — '
- 1990 — Враг народа — Бухарин — Икрамов
- 1991 — Кремлёвские тайны шестнадцатого века — Голицын